# Sar-i Sang
Sar-i Sang (vagy Sar-e Sang) (perzsa nyelven: "kőcsúcs") település Afganisztánban, Badakhshan tartomány Kuran Wa Munjan körzetében, a Koksha-völgyben található. A hely a világ legjobb lapis lazuliját előállító ősi lapis lazuli bányáiról híres.

## Története
A Sar-i Sang-i lapis lazuli bánya valószínűleg a történelem előtti időkből származik. A bánya egy régi, használaton kívüli aknából és két új aknából áll. 
A lapis lazulit az ókorban főképp Görögországban, Egyiptomban és a római területeken a templomok és előkelő paloták díszítésénél alkalmazták.
Sar-i Sang volt az ókori világ fő lapis lazuli forrása, az innen származó ásvány olyan híres régészeti leletekben fordult elő, mint az uri királyi kincs és Tutanhamon sírja.